# Armenisches Kreuz

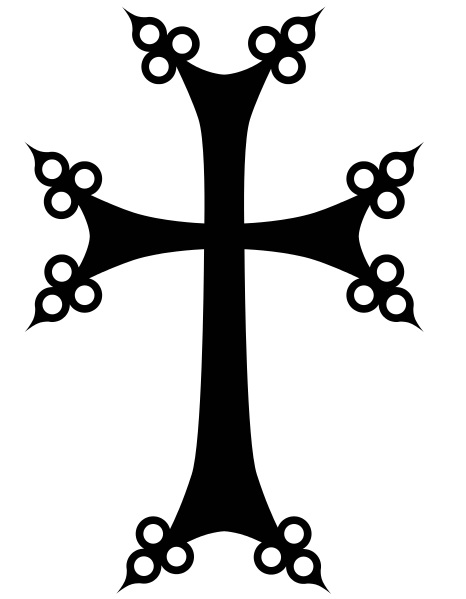
Armenisches Kreuz

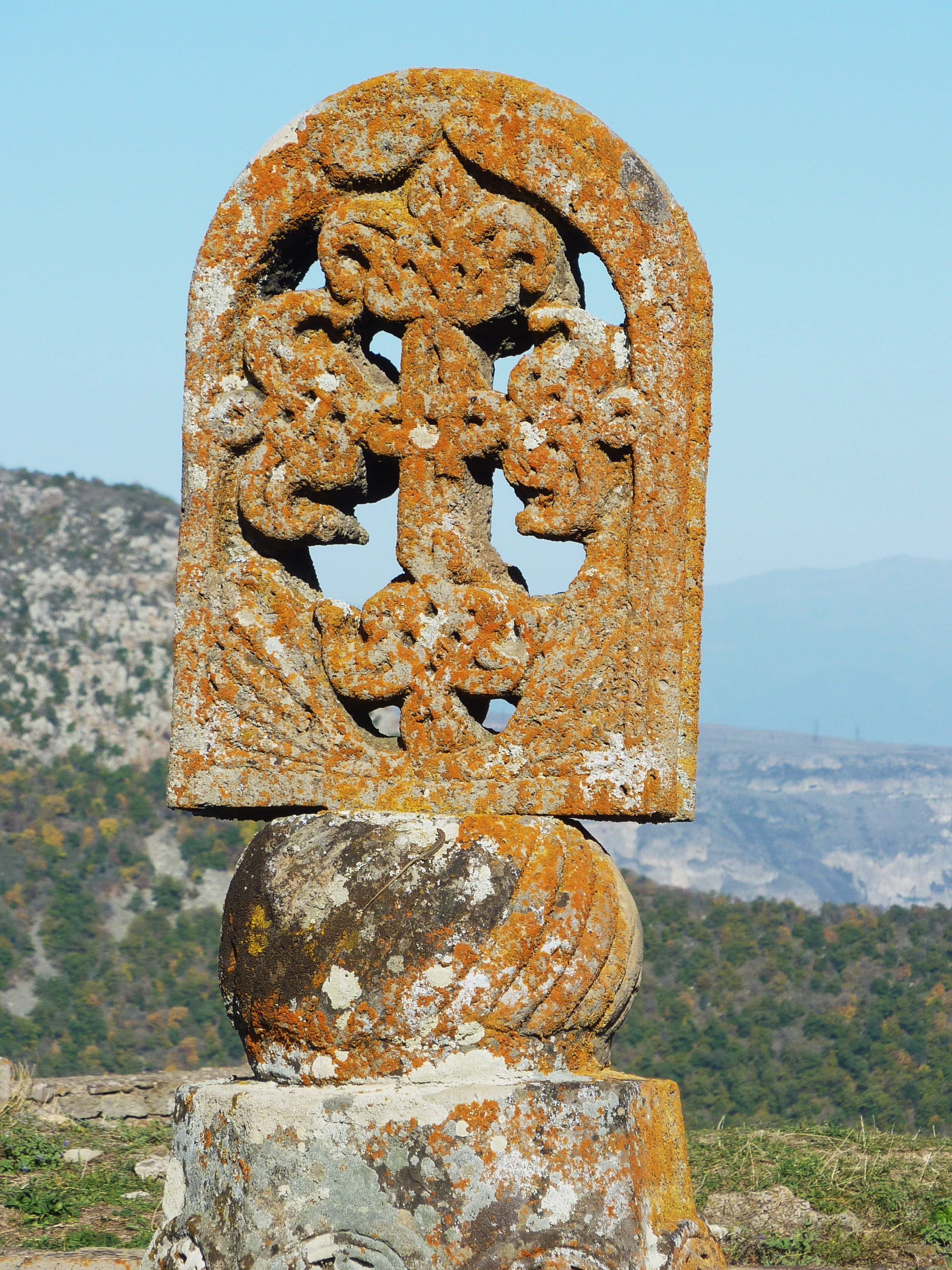
Kreuz von Tatev, 908

Armenisches Kreuz (armenisch Հայկական խաչ, Hajkakan chatsch) ist die Bezeichnung für das Kreuz des armenischen Christentums seit dem 6. Jahrhundert. Es ist an den Enden verziert und oft gespalten. Daher wird es auch „blühendes Kreuz“ genannt. Die blühenden Ranken, die aus den Enden der Kreuze hervorbrechen, symbolisieren die Erlösung des Menschen.
Es wurde häufig auf Kreuzsteinen (Chatschkar) abgebildet.

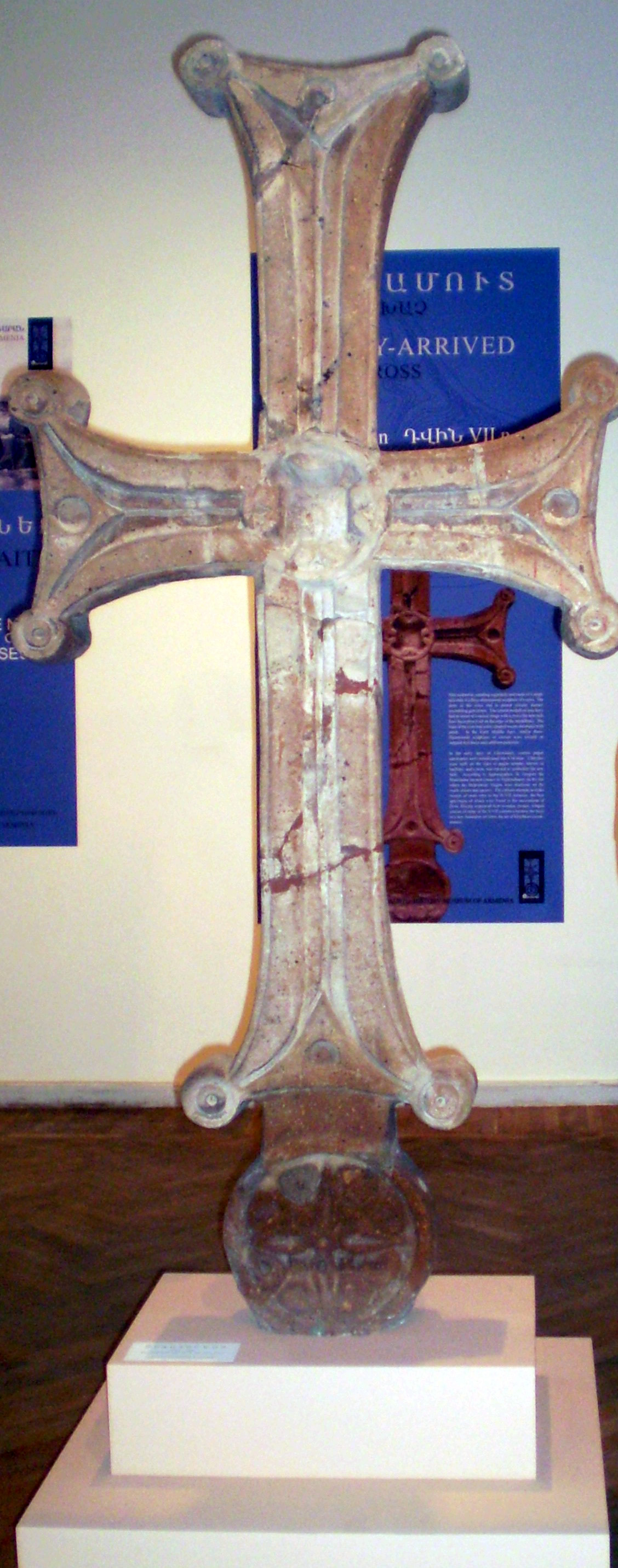
Einziges erhaltenes frühchristliches Steinkreuz in Armenien in Dvin
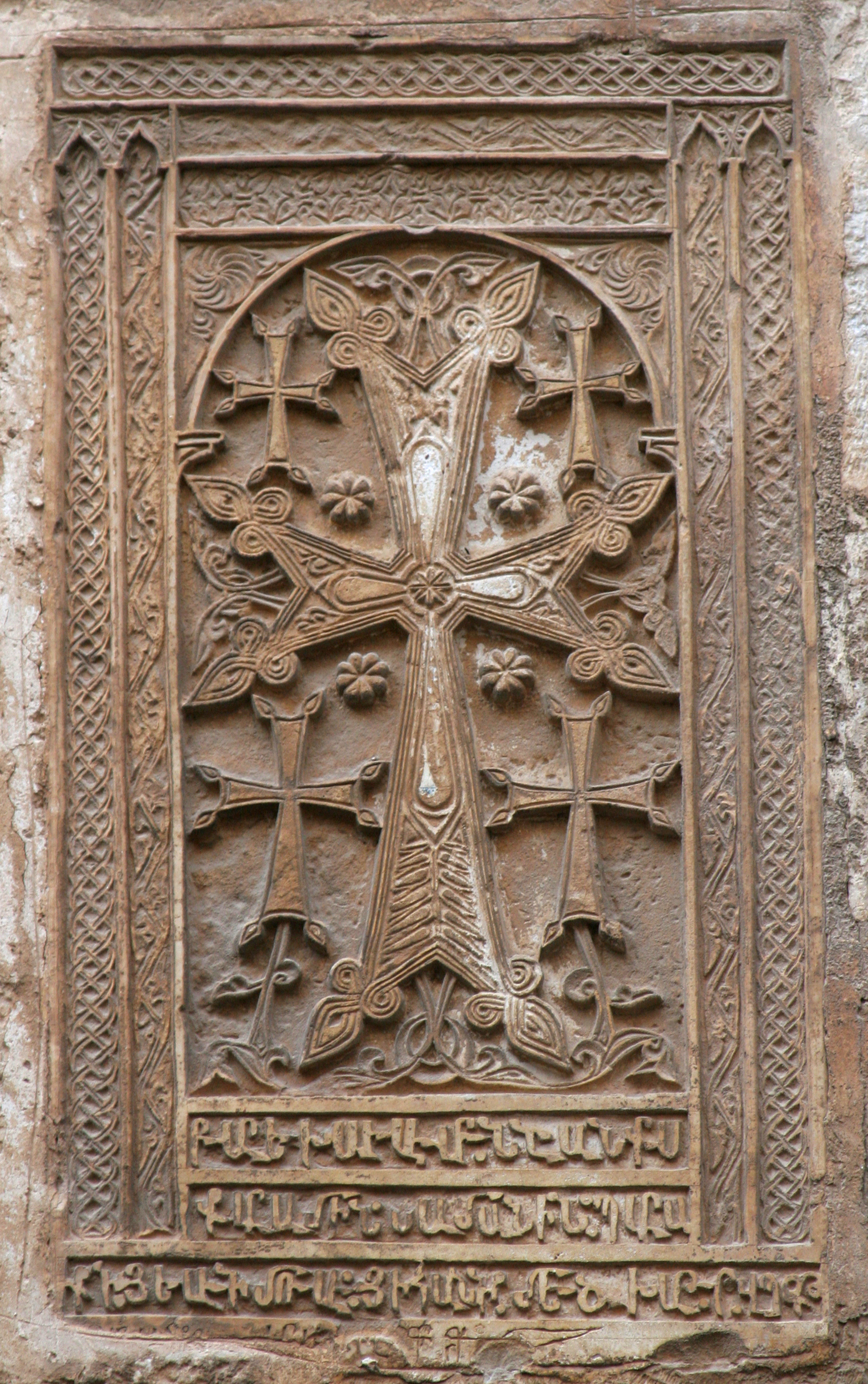
Armenisches Kreuz in Jerusalem
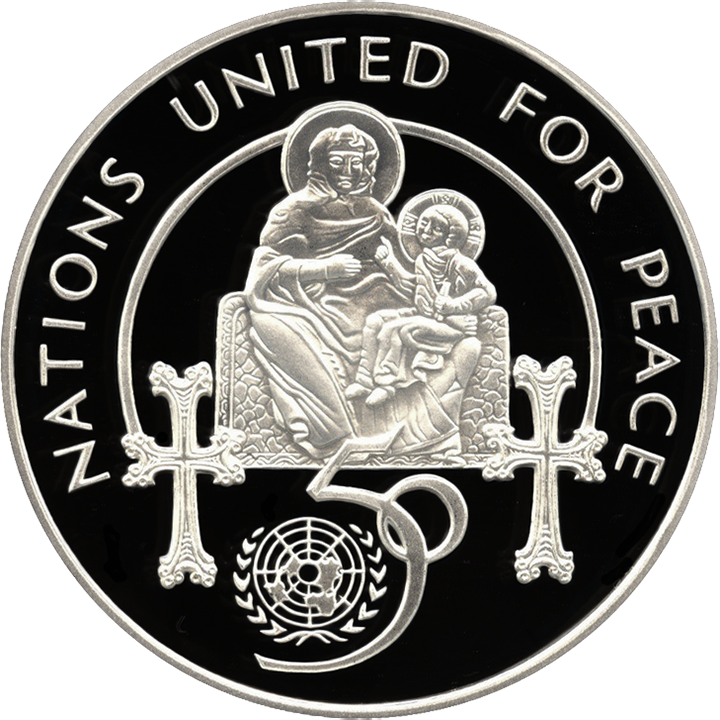
Münze 1995